# Borkowo-Falenta
Borkowo-Falenta (prononciation : [bɔrˈkɔvɔ faˈlɛnta]) est un village polonais de la gmina de Czernice Borowe dans le powiat de Przasnysz de la voïvodie de Mazovie dans le centre-est de la Pologne.
Le village compte approximativement une population de 230 habitants en 2006.

## Histoire
De 1975 à 1998, le village appartenait administrativement à la voïvodie de Ciechanów.